# Coincidentia oppositorum
Coincidentia oppositorum (lateinisch; „Zusammenfall der Gegensätze“) ist ein zentraler Begriff im Denken des Philosophen und Theologen Nikolaus von Kues (Cusanus).

## Vorgeschichte
Schon Aristoteles hatte in seinem Werk Physik über die Wirkursache, die Formursache und die Zielursache festgestellt: Nun gehen aber die drei oft in eins zusammen (in lateinischer Übersetzung: (co)incidunt in unum). Die spätmittelalterlichen Philosophen Albertus Magnus und Heymericus de Campo bezogen dies auf die Identität dieser drei Ursachen in Gott. Das Wort coincidentia stammt von Heymericus, der mit Nikolaus von Kues befreundet war und ihn stark beeinflusste. Bei Heymericus war aber noch nicht von einem Zusammenfall von Gegensätzen die Rede.
Die Idee des Zusammenfalls (Koinzidenz) der Gegensätze zu einer Einheit ist aus der Tradition des Neuplatonismus hervorgegangen. Einen Anstoß gaben Gedanken des spätantiken Neuplatonikers Pseudo-Dionysius Areopagita und Meister Eckharts, doch handelt es sich um eine von Nikolaus von Kues eingeführte Neuerung. Nikolaus betont, damit eine neue, eigenständige Theorie entwickelt zu haben, die der bisherigen Philosophie gefehlt habe. Er sieht im Koinzidenzgedanken ein Kernelement seiner Betrachtungsweise oder Methode (womit er nicht eine Lehre oder ein System meint). Mit Berufung auf die Neuartigkeit seiner Denkweise distanziert er sich scharf von der aristotelisch geprägten Schulphilosophie der spätmittelalterlichen Scholastik.

## Konzept
Nikolaus unterscheidet zwischen Vernunft (intellectus, Intellekt) und Verstand (ratio). Mit „Verstand“ meint er die Kraft, welche die Sinneseindrücke ordnet, indem sie zwischen ihnen unterscheidet und somit einschließt und ausschließt, also auch negiert, wozu die Sinne nicht in der Lage sind. Alles verstandesmäßige Wissen ist auf Relatives bezogen, da es auf Vergleichen beruht. Der Verstand grenzt etwas ab und bestimmt (definiert) es damit. Seine Objekte sind dadurch gekennzeichnet, dass sie ein Mehr oder Weniger aufweisen können. Etwas Absolutes oder Unendliches kann der Verstand nicht erfassen, denn für ihn besteht zwischen dem Endlichen und dem Unendlichen keine Proportion. Er versagt dort, wo die Vergleichserfahrung fehlt. Dennoch kann der Mensch den Begriff der Unendlichkeit entwickeln und sich dem Unendlichen geistig annähern. Dazu verhilft ihm eine besondere Fähigkeit, die Vernunft, die nach Nikolaus’ Überzeugung weit über dem Verstand steht. Indem die Vernunft das unterscheidende Negieren des Verstandes, der Gegensätze nur getrennt denken kann, negiert, gelangt sie zum Begriff der Unendlichkeit und der unendlichen Einheit, in der die Gegensätze in eins zusammenfallen (koinzidieren). Dieser Koinzidenzbegriff ist als Vernunftinhalt der Verstandestätigkeit unzugänglich; für den Verstand ist er paradox.
Theologisch ausgedrückt ist die unendliche Einheit Gott. Im Sinne der neuplatonischen Tradition ist sie das Eine, der Urgrund des Werdens, den Nikolaus mit der äußersten Einfachheit identifiziert. Schon der katalanische Denker Raimundus Lullus, dessen Lehren Nikolaus eifrig studierte, hatte darauf hingewiesen, dass in Gott die göttlichen Eigenschaften nicht voneinander verschieden seien. Demnach sind in Gott Güte und Weisheit dasselbe, sie sind unterschiedslos als eins zu denken. Nikolaus wendet diesen Grundsatz auf alle Arten von Entgegengesetztem (opposita) an. Aus seiner Sicht sind die Gegensätze in Gott eingefaltet, in der Welt ausgefaltet. In die Einheit der Gegensätze bezieht er paradoxerweise ausdrücklich auch die kontradiktorischen (widersprüchlichen) Gegensätze mit ein, die einander nach dem aristotelischen Satz vom Widerspruch ausschließen. Die Gültigkeit dieses Satzes beschränkt er auf den Bereich der Verstandestätigkeit; jenseits dieses Bereichs hebt er die Beschränkung des Denkens durch das Verbot des Widerspruchs auf. Damit wendet er sich gegen Aristoteles und die mittelalterlichen Aristoteliker, die den Widerspruchssatz als Grundprinzip aller Wirklichkeit und allen die Wirklichkeit erfassenden Denkens betrachteten.

## Die geistige Erfassung der Koinzidenz
Nikolaus hat sich zeitlebens darum bemüht, die „einfache Einheit“ Gottes, in der alle Gegensätze zusammenfallen, geistig zu erreichen. Im Verständnis der Koinzidenz sieht er eine unbedingt erforderliche Voraussetzung für die Gotteserkenntnis.
In seiner 1440 entstandenen Schrift De docta ignorantia („Über die belehrte Unwissenheit“) vertritt er die Ansicht, die Vernunft sei endlich und könne daher ebenso wie der Verstand die Widersprüche nicht übersteigen und die Koinzidenz nicht erreichen. Später, in De coniecturis (um 1442) und den im Zeitraum 1445–1447 verfassten kleinen Schriften, schätzt Nikolaus die Möglichkeiten der Vernunft höher ein. Nun meint er, sie könne gegen den Widerstand des Verstandes die Widersprüche überwinden und damit paradoxe Einsichten erlangen, etwa das Größte mit dem Kleinsten gleichsetzen. Darüber hinaus schreibt er nun dem Menschen die Fähigkeit zu einem „göttlichen“ Denken zu, das auch den Gegensatz von Affirmation und Negation im Sinne der Koinzidenz transzendiert. Er behauptet, dieses göttliche Denken lasse auch die Vernunft und deren Verständnis der widersprüchlichen Gegensätze hinter sich, um sich der absoluten Einheit und Unendlichkeit zuzuwenden. Gott sei nicht die Koinzidenz der Gegensätze, sondern das Koinzidenzdenken sei nur die der menschlichen Vernunft angemessene Art, sich ihm zu nähern. Daher bezeichnet Nikolaus 1453 in De visione dei die Koinzidenz als „Mauer“ zwischen dem Gottsuchenden und Gott. Er sieht jedoch in dieser Mauer kein unüberwindliches Hindernis.
Der Tradition des Platonismus, der die Bedeutung des mathematischen Denkens für die Philosophie betont, folgt Nikolaus, indem er seine metaphysischen Gedanken mit Vorliebe anhand von mathematischen Beispielen symbolhaft veranschaulicht. Die unendliche Einheit illustriert er mit dem Beispiel einer unendlichen Geraden. Diese ist nicht nur Gerade, sondern zugleich auch ein Dreieck, dessen Grundseite unendlich lang und die zugehörige Höhe unendlich klein geworden ist; der größte Winkel (180°) erscheint zugleich als der kleinste (0°). Ebenso ist die Gerade auch ein Kreis mit unendlich großem Durchmesser.

## Rezeption
Ein scharfer Gegner des Koinzidenzkonzepts war der Theologieprofessor Johannes Wenck, ein Zeitgenosse von Nikolaus. Er meinte, diese Betrachtungsweise führe zum Pantheismus, da sie ontologisch Gott und Welt zusammenfallen lasse und damit den Unterschied zwischen Schöpfer und Geschöpfen aufhebe. Daher handle es sich um Häresie. Gegen diesen Vorwurf setzte sich Nikolaus heftig zur Wehr.
Giordano Bruno, ein Bewunderer des Cusanus, führte den Koinzidenzgedanken in pantheistischem Sinne weiter. Im 18. Jahrhundert griff Johann Georg Hamann das Konzept der Koinzidenz der Gegensätze auf und machte es zu einem zentralen Element seiner Philosophie. Auch Schelling knüpfte daran an.
Hegel nennt den Namen des Nikolaus von Kues an keiner Stelle. Seine Vorstellung vom Verhältnis der absoluten Idee zur Welt (mit Natur und Geschichte) ist aber vom Koinzidenzkonzept beeinflusst.